# Galva (Iowa)
Pour les articles homonymes, voir Galva.
Galva est une ville du comté d'Ida, en Iowa, aux États-Unis. Elle est incorporée le 26 septembre 1889.

## Source de la traduction
- (en) Cet article est partiellement ou en totalité issu de l’article de Wikipédia en anglais intitulé « Galva, Iowa » (voir la liste des auteurs).